# Anaerob obligatoryjny
Anaerob obligatoryjny, bezwzględny beztlenowiec, ścisły beztlenowiec – typ organizmu anaerobowego, zwykle bakterii, który rozwija się i przeprowadza swoje procesy metaboliczne jedynie w środowisku bez dostępu tlenu.
Przykładem anaerobów obligatoryjnych są między innymi bakterie acetogenne i metanogenne.